# Der Hase mit den Bernsteinaugen
Der Hase mit den Bernsteinaugen. Das verborgene Erbe der Familie Ephrussi (Originaltitel: The Hare with Amber Eyes. A Hidden Inheritance) ist ein Werk des britischen Schriftstellers Edmund de Waal. Das Buch erschien 2010 in London und 2011 auch als deutsche Übersetzung und wurde zum Bestseller. 2021 entschloss sich die Gemeinde Wien, das Werk in einer Auflage von 100.000 Gratisexemplaren zu verteilen.

## Inhalt
Das Buch beschreibt einfühlsam die Erkundungen der eigenen Familiengeschichte sowie die Schwierigkeiten des Autors – eines Ururenkels von Ignaz von Ephrussi –, sich in der vielfältig verzweigten Welt seiner Vorfahren zu orientieren. Verschiedene Mitglieder der sephardischen Familie Ephrussi übersiedelten im 19. Jahrhundert von Odessa nach Wien und Paris und nutzten ihre Verbindungen in das russische Zarenreich, um lukrative Geschäfte zu machen. Der Erzähler schildert die langwierige Recherche nach verschiedenen – längst verstorbenen bzw. ermordeten – Familienmitgliedern und konzentriert seinen Bericht auf die berührende Geschichte einer Sammlung von 264 Netsuke, japanische Miniaturen, aus Holz oder Elfenbein geschnitzt. Diese Sammlung wurde in Paris von Charles Ephrussi erworben, kam als Geschenk nach Wien zu Charles’ Cousin Victor Ephrussi und wurde – als Organe des NS-Staates das Palais Ephrussi beschlagnahmten und die dort befindliche Kunstsammlungen der Familie arisierten – von einem Kindermädchen namens Anna versteckt und nach 1945 der Familie wieder ausgehändigt.

## Rezeption
Das international gefeierte Buch wurde auch in den deutschsprachigen Feuilletons positiv rezensiert.
Kritische Stimmen stoßen sich dagegen an historischen Ungenauigkeiten und betonen aber gleichzeitig, dass es sich nicht um eine wissenschaftliche Forschung zum Bankhaus Ephrussi & Co. handele, sondern um eine Familiengeschichte, dessen Autor sich die schriftstellerische Freiheit genommen habe, manche Dinge abzuändern, manche Figuren der Geschichte zu ignorieren, manche vielleicht – wie das Kindermädchen Anna – zu erfinden. Das Buch ist mit einem Stammbaum der Familie ausgestattet und wird vom Literaturwissenschaftler Oliver vom Hove als „beispiellos genaues Erinnerungsbuch“ bezeichnet. Der Historiker Peter Melichar vermisst in dem Buch den Chef des Bankhauses ab 1924 Alexander Weiner. Weiner war aber auch kein Familienmitglied.
Auch die Darstellung Ignaz von Ephrussis als reichster Bankier Wiens nach Rothschild entspräche nicht den Dokumenten, so der Sozial- und Wirtschaftshistoriker Roman Sandgruber und verweist auf den Verlassenschaftsakt, der sich im Wiener Stadt- und Landesarchiv befindet. und bemerkt zum erwähnten Reichtum Victor Ephrussis: „Auch de Waal überschätzt ihn. Er war keineswegs mehr der zweitreichste Bankier der Stadt, sondern rangierte 1910 an 258. Stelle der Einkommensskala.“ Dem Kindermädchen Anna hat der Zeithistoriker Oliver Rathkolb eine eigene Spurensuche gewidmet, allerdings ohne Erfolg.
Dagegen steht das schriftstellerische Verfahren des Autors, eine Kunstsammlung in das Zentrum seines Buches zu stellen und ihrem Schicksal von 1850 bis in die Gegenwart über Paris, Wien, London und Tokio nachzuspüren. Dabei stellt er immer ein Familienmitglied in den Mittelpunkt, das weniger für finanzielle Erfolge als für kulturellen Einfluss steht. Es geht in dem Buch zudem auch um die arisierten Gemälde Renoirs und Monets sowie um die zähen Restitutionsbestimmungen. Der Schweizer Journalist und Literaturkritiker Andreas Breitenstein zeigt sich in der Neuen Zürcher Zeitung vom 20. September 2011 sehr berührt von dieser "Kartografie jüdischen Erinnerns" „und es imponiert ihm, wie sich de Waal zwar immer wieder selbst in die Geschichte einbringt, zugleich aber auch sehr zurückzunehmen versteht. Es ist eine Erzählkunst, die gegen das Schicksal der Ephrussis, den "Irrwitz" ihrer Geschichte eindrucksvoll "Einspruch erhebt".“

## Bibliographische Daten
- Edmund de Waal: The Hare with Amber Eyes: a Hidden Inheritance. Chatto & Windus, London 2010  ISBN 978-0-7011-8417-9.
  - deutsch: Der Hase mit den Bernsteinaugen – Das verborgene Erbe der Familie Ephrussi. Übersetzt von Brigitte Hilzensauer. Zsolnay, Wien 2011, ISBN 978-3-552-05556-8.[9]

## Künstlerische Aufarbeitung
- 2019 Uraufführung des Musicals Der Hase mit den Bernsteinaugen von Henry Mason (Buch und Gesangstexte) und Thomas Zaufke (Musik) am Landestheater Linz.[10]